# Brünnighausen
Brünnighausen ist ein Ortsteil des Fleckens Coppenbrügge im niedersächsischen Landkreis Hameln-Pyrmont. Die Bewohner des Ortes werden als „Brünnighäuser“ bezeichnet.

## Lage
Brünnighausen liegt nördlich des Hauptortes im nördlichen Weserbergland, umringt von Deister, Süntel und Ith, im Nesselberg.

## Geschichte

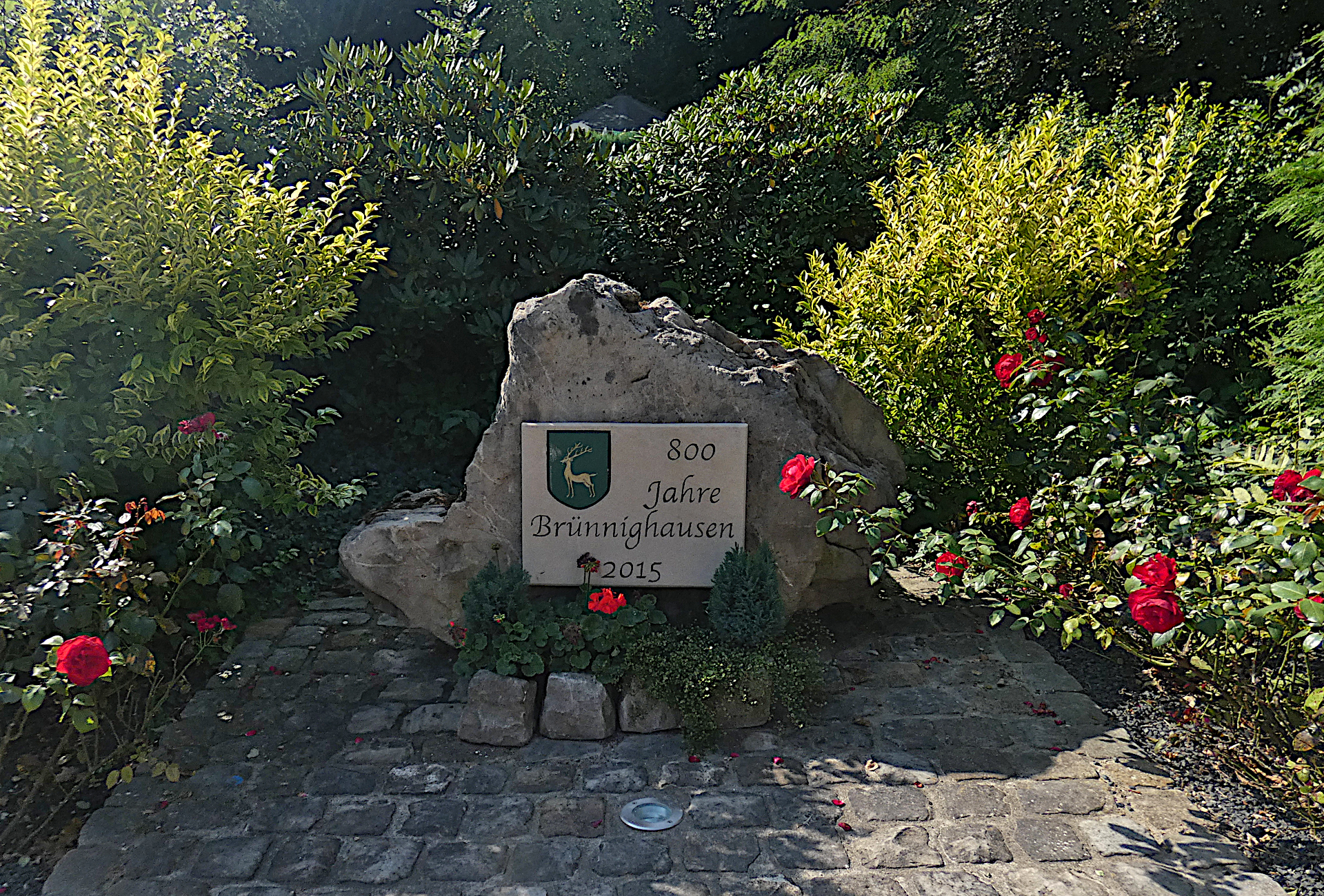
Gedenkstein 800 Jahre Brünnighausen

2015 bestand Brünnighausen 800 Jahre. Der Ort gehörte mit Hohnsen zur 1842 gegründeten Synagogengemeinde Coppenbrügge.

### Eingemeindungen
Im Zuge der Gebietsreform in Niedersachsen, die am 1. Januar 1973 stattfand, wurde die zuvor selbständige Gemeinde Brünnighausen in den Flecken Coppenbrügge eingegliedert.

### Einwohnerentwicklung
| Jahr      | 1910 | 1925 | 1933 | 1939 | 1950 | 2010 |
| --------- | ---- | ---- | ---- | ---- | ---- | ---- |
| Einwohner | 548  | 498  | 500  | 476  | 1008 | 530  |

## Politik

### Ortsrat
Der Ortsrat von Brünnighausen setzt sich aus fünf Ratsmitgliedern zusammen. Er vertritt auf kommunaler Ebene die Coppenbrügger Ortsteile Bäntorf, Brünnighausen, Herkensen und Hohnsen.
- SPD: 3 Sitze
- CDU: 2 Sitze

(Stand: Kommunalwahl 12. September 2021)

### Ortsbürgermeister
Der Ortsbürgermeister ist Gerhard Wegner (SPD). Seine Stellvertreterin ist Silke Hölscher (parteilos).

## Sonstiges
- Im Ort gibt es ein Freibad und ein Dorfgemeinschaftshaus
- Zwölf Vereine sind in den Bereichen Kultur und Sport tätig